# Aetiocetus
Aetiocetus (лат.) — род вымерших млекопитающих из семейства Aetiocetidae парвотряда усатых китов (Mysticeti), живших в олигоцене. Впервые их остатки были найдены в северной части Тихого океана у берегов Орегона. Название дано Дугласом Эмлонгом в 1966 году.

## Описание
Aetiocetus — переходная форма между ранними китами и современными китами. Это также одни из самых ранних видов усатых китов. Их черепа показывают наличие во рту как зубов, так и уса. У них было около 44 зубов, это были коренные зубы, клыки и резцы. Дуглас Элмонг первоначально поместил их в вымерший подотряд Archaeoceti на основании строения зубов. Позже, в 1968 году Ван Вален переместил род в таксон Mysticeti из-за строения их костей.
Ископаемые остатки Aetiocetus найдены в олигоценовых отложениях Орегона (США), Мексики и Японии.

## Классификация
По данным сайта Paleobiology Database, на ноябрь 2021 года в род включают 3 вымерших вида:
- Aetiocetus cotylalveus Emlong, 1966
- Aetiocetus polydentatus Barnes et al., 1995
- Aetiocetus weltoni Barnes et al., 1995typus

Вид Aetiocetus tomitai Barnes et al., 1995 в 2018 году перенесён в род Chonecetus.